# 곽동효
곽동효(郭東曉. 1946년 ~)는 제9대 특허법원장을 역임한 대한민국의 법조인이다. 

## 생애
1946년 경상남도 함안군에서 태어나 서울고등학교. 서울대학교 법학과를 졸업하고 1971년 제13회 사법시험에 합격하여 제3기  사법연수원을 수료한 이후에 판사에 임용된 곽동효는 서울지방법원 북부지원장과 의정부지방법원과 특허법원에서 법원장을 하였으며 2006년 3월에 법무법인 다래 대표변호사 개업을 하였다. 부인인 고은경과의 사이에 1남1녀가 있으며 미술, 디지털카메라, 불교에 관심이 많다. 대법원장을 역임한 최종영과 동서지간이다.
서울형사지방법원, 대구지방법원과 서울고등법원 등에서 판사, 사법연수원 교수, 대구고등법원과 서울고등법원에서 부장판사로 있으면서 민사, 형사, 특별부 등 여러 분야의 실무를 담당하여 해당 이론에 정통하다. 또 외부인사들을 초청해 직원들이 강연을 들을 수 있도록 하는 등 사법부 구성원으로서 소양을 갖추도록 하면서 업무 분야별로 판사 및 직원들과의 정기적인 간담회를 열어 담당업무에 대한 이해력 향상을 도모하고 조정전담판사제를 실시해 당사자 사이의 화해를 통한 분쟁해결에 많은 노력을 기울였던 곽동효는 서울지방법원 북부지원에서 지원장으로 재직하던 2003년에 "자녀는 아버지의 성과 본을 따른다"는 민법 조항이 "성씨의 선택과 변경을 금지해 헌법상 평등 원칙에 어긋나는 등 위헌 소지가 있다"며 헌법재판소에 위헌법률심판을 제청했다.
서울고등법원 민사4부 재판장으로 재직하던 1999년 7월 2일에 가수 박지윤의 <하늘색 꿈>이 작곡자 허가없이 개작돼 저작권을 침해당했다며 조영수가 ㈜서울음반 등 3곳을 상대로 낸 가처분신청에서 "박지윤의 `하늘색 꿈'은 1980년 TBC 주최의 `젊은이의 가요제' 대상곡인 그룹 `로커스트'의 작품을 리메이크한 것"이라며 "그러나 `로커스트'의 곡은 조씨의 곡인 `꿈의 세계'의 전반부 26마디를 그대로 살리고 후렴부분만 추가해 편곡됐으며 출품 당시의 작곡자도 조영수라고 돼 있었던 점이 인정된다"는 이유로 "'하늘색 꿈'을 수록해 제조, 판매, 배포해서는 안된다"고 결정했다. 12월 2일에 미국 다우케미컬(THE DOW CHEMICAL COMPANY)사가 한국의 ㈜다우파이낸스사와 ㈜다우 엠 앤드 에이사를 상대로 낸 상호 사용금지 청구소송에서 "다우케미컬이 국내에서 널리 알려진 상호인지 불확실하다'며 원고 패소했던 원심을 깨고 "원고와 피고는 서로 업종이 다르긴 하지만 영어 상호 `DOW'와 한글 상호 `다우'는 혼동이 가능한데다 계열관계에 있는 회사라는 인상을 줄 수 있는 만큼 원고측 주장대로 영업이익이 침해될 우려가 있는 것으로 보인다"고 하면서 "`DOW'라는 상호는 미국 `다우존스(DOW JOHNS)'사도 사용하긴 하지만 그렇다고 피고들의 행위가 적법한 것은 아니다"며 원고 승소 판결했다.
서울고등법원 특별7부 재판장으로 재직하던 2000년 12월 28일에 곽동효는 공정거래위원회가 "1998년 2월 두산,하이트맥주,진로쿠어스맥주 등 3사가 병맥주와 캔맥주, 생맥주 가격을 8.5∼14.0%씩 똑같이 올리는 부당공동행위를 했다"며 각각 2억3000만∼6억7800만원의 과징금 부과를 포함한시정명령을 한 것에 대해 공정거래위원회를 상대로 제기한 시정명령 등 취소 청구소송에서 "1998년 2월 이뤄진 맥주가격 인상은 법령상 자율신고가격으로 돼 있으나 물가지수에 미치는 영향이 커 당시 재정경제원과 국세청 등이 지속적으로 통제해왔다"며 "가격인상과 관련해 국세청과 협의 전 업체간 합의가 있었다고 볼만한 증거가 없다"고 했다."는 이유로 "공정거래위원회는 시정명령 등을 모두 취소하라"며 원고 승소 판결을 했다. 2001년 5월 17일에 대한의사협회와 대한병원협회가 "의사대회 참석을 위한 집단 휴진을 공정거래법위반행위로 규정하고 이를 일간지에 공표하도록 한 시정명령은 부당하다"며 공정거래위원회를 상대로 낸 의결처분취소 청구소송을 기각했다.
서울고등법원 부장판사로 있으면서 지적재산권 전담재판부를 맡으며 판사들의 연구모임 중 사법정보화연구회 초대 회장을 지내는 등 특허 분야와 인연이 깊었던 곽동효는 특허법원장을 마지막으로 30년의 법관 생활을 마치고 법원을 떠나 2006년 3월 17일에 특허 사건을 전문으로 하는 법무법인 다래 대표변호사에 취임했다.
초임 판사때부터 내면의 정신세계를 닦는 화두공부를 하면서 선문답식으로 던져지는 불교에서 말하는 ‘화두’를 중심으로 지인 몇 사람과 정기적인 모임도 갖는 곽동효는 화두를 갖고 이메일을 교환한다는 이우근 서울행정법원장으로부터 부처의 마음이란 특별한 마음이 있는 것이 아니라 언제 어디서나 항상 진리의 모습으로 보고 존중할 수 있는 자기 마음의 작용이라는 의미가 있는 ‘천지에 잣나무요. 만물이 다 서근’라는 퇴임 헌시를 받았다.
변호사 개업을 하면서 곽동효는 "직업을 바꾸면 자신의 생각이 크게 변하기 때문에 사실상 전직을 전생으로 볼 수 있다 전생에 판사였지 지금은 변호사라는 생각으로 일한다"고 말했으며 법관으로 있으면서 법관 세미나에서 발표한 자료를 집약해 ‘특허소송연구 3집’과‘특허재판실무편람’을 출간했다.